# میرزا شاه محمود
میرزا شاه محمود (متولد ۸۲۵ خورشیدی)، یکی از حاکمان تیموری هرات با مدت حکومت اندک بود. او پسر میرزا ابوالقاسم بابر پسر بای‌سنقر پسر شاهرخ پسر تیمور بود. میرزا شاه محمود در سال ۸۳۶ خورشیدی به هنگام مرگ پدرش در سن یازده سالگی جانشین او شد و حاکمیت هرات را بر عهده گرفت. تنها چند هفته‌ی بعد، پسرعمویش ابراهیم پسر علاءالدوله میرزا پسر بای‌سنقر، با شکست دادن او، وی را از هرات اخراج نمود. شاه محمود نتوانست او را فروبنشاند و سه سال بعد (۸۳۹ خورشیدی) فوت کرد.

## خانواده
- پدر: میرزا ابوالقاسم بابر
  - پدربزرگ: بای‌سنقر میرزا
    - پدر پدربزرگ: شاهرخ تیموری
      - پدربزرگ پدربزرگ: تیمور لنگ
        - پدر پدربزرگ پدربزرگ: امیر تراغای
        - مادر پدربزرگ پدربزرگ: تکینا مُه‌بیگم

      - مادربزرگ پدربزرگ: تغای ترخان آغا

    - مادر پدربزرگ: گوهرشاد بیگم